# Завидз (гмина)
Завидз (пол. Zawidz) — сельская гмина (уезд) в Польше, входит как административная единица в Серпецкий повет, Мазовецкое воеводство. Население — 7030 человек (на 2004 год).

## Демография
| Перепись                       | Всего   | Всего | Женщины | Женщины | Мужчины | Мужчины |
| ------------------------------ | ------- | ----- | ------- | ------- | ------- | ------- |
| Единицы                        | человек | %     | человек | %       | человек | %       |
| Население                      | 7030    | 100   | 3554    | 50,6    | 3476    | 49,4    |
| Плотность населения (чел./км²) | 37,8    | 37,8  | 19,1    | 19,1    | 18,7    | 18,7    |

## Поселения
1. Белково
2. Буды-Милевске
3. Буды-Пясечне
4. Хабово-Свиняры
5. Хожево
6. Гаювка-Осек-Влостыборы
7. Голоцин
8. Голоцинек
9. Грабняк
10. Грабово
11. Громбец
12. Гжендово
13. Гутово-Гурки
14. Гутово-Страдзыно
15. Яворово
16. Яворово-Ястшембе
17. Яворово-Клудзь
18. Яворово-Колёня
19. Яворово-Липа
20. Ежево
21. Кенсице
22. Косемин
23. Космачево
24. Краевице-Дуже
25. Краевице-Мале
26. Майки
27. Майки-Дуже
28. Майки-Мале
29. Макомазы
30. Маньково
31. Милевко
32. Милево
33. Млотково-Колёня
34. Млотково-Весь
35. Нове-Ковалево
36. Нове-Згагово
37. Орлово
38. Осек
39. Осек-Пясечны
40. Осек-Парцеле
41. Осек-Влостыборы
42. Османка
43. Островы
44. Пахтарня
45. Петрыкозы
46. Пнево
47. Посвентне
48. Прухнятка
49. Реково
50. Схабаево
51. Скочково
52. Слупя
53. Старе-Хабово
54. Стропково
55. Суленцице
56. Шумане
57. Шумане-Бакаляры
58. Шумане-Гослины
59. Шумане-Пеёры
60. Шумане-Пустолы
61. Сверкоцин
62. Воля-Громбецка
63. Врублево
64. Залесе
65. Завидз
66. Завидз-Малы
67. Згагово-Весь
68. Жабово
69. Жытово

## Соседние гмины
1. Гмина Бельск
2. Гмина Бежунь
3. Гмина Дробин
4. Гмина Гоздово
5. Гмина Рачёнж
6. Гмина Росцишево
7. Гмина Семёнтково
8. Гмина Серпц